# Anastasiia Galashina
Anastasiia Galashina (russo:  Анастасия Валерьевна Галашина; IPA: [ɐnəstɐˈsʲiɪ̯ə ɡɐˈɫaʂɨnə]; Iaroslavl, 3 de fevereiro de 1997) é uma atiradora esportiva russa, medalhista olímpica.

## Carreira
Galashina participou dos Jogos Olímpicos de Verão de 2020 em Tóquio, onde participou da prova de carabina de ar 10 m, conquistando a medalha de prata como representante do Comitê Olímpico Russo.